# Гана Ружичкова
Гана Ружичкова (чеськ. Hana Růžičková, 18 лютого 1941, Середньочеський край — 29 травня 1981, Прага) — чехословацька гімнастка, призерка Олімпійських ігор і чемпіонату світу.

## Біографічні дані
На Олімпіаді 1960 Гана Ружичкова зайняла 2-е місце в командному заліку. В індивідуальному заліку вона зайняла 33-е місце. Також зайняла 58-е місце — у вправах на брусах, 26-е — у вправах на колоді, 44-е — в опорному стрибку та 33-е — у вільних вправах.
На чемпіонаті світу 1962 Гана Ружичкова завоювала срібну медаль в командному заліку.
На Олімпіаді 1964 Гана Ружичкова зайняла 2-е місце в командному заліку. В індивідуальному заліку вона зайняла 5-е місце. Також зайняла 7-е місце — у вправах на брусах, 5-е — у вправах на колоді, 10-е — в опорному стрибку та 18-е — у вільних вправах.